# Slobodan Urošević
Slobodan Urošević (Слободан Урошевић; sinh ngày 15 tháng 4 năm 1994 ở Beograd) là một hậu vệ bóng đá Serbia thi đấu cho Partizan.

## Sự nghiệp quốc tế
Urošević ra mắt quốc tế cho đội Serbia B trong thất bại ở trận giao hữu không chính thức 3-0 trước Qatar.